# Pacific Gas and Electric
| Recensione       | Giudizio |
| ---------------- | -------- |
| AllMusic         | [ 1 ]    |
| Robert Christgau | A-       |

Pacific Gas and Electric è un album discografico a nome della Pacific Gas and Electric, pubblicato dalla casa discografica Columbia Records nel settembre del 1969.

## Tracce

### LP
Lato A
1. Bluebuster – 2:56 (Charlie Allen)
2. Death Row #172 – 3:59 (John Hill, Charlie Allen, Frank Cook)
3. Miss Lucy – 2:28 (Charlie Allen)
4. My Women – 5:38 (Charlie Allen, Tom Marshall)
5. She's Long and She's Tall (Registrato dal vivo al Bill Graham's Fillmore West)) – 6:30 (John Lee Hooker)

Lato B
1. P G & E Suite – 16:41
2. Redneck – 3:32 (Joe South)

## Musicisti
- Charlie Allen - voce
- Glenn Schwartz - chitarra solista
- Tom Marshall - chitarra ritmica
- Brent Block - basso
- Frank Cook - batteria
- Freddy Hill - tromba
- Austin Dean (Bud) Brisbois - tromba
- Wayne Henderson - trombone
- Wilton Felder - sassofono tenore
- John Hill - tastiere

Note aggiuntive
- John Hill - produttore
- Registrazioni effettuate al Columbia Recording Studios di New York City, New York e live al Bill Graham's Fillmore West di San Francisco, California (brano: She's Long and She's Tall)
- Mark Friedman - ingegnere delle registrazioni
- Danny Kresky - direzione musicale
- John Hill - arrangiamento strumenti a fiato (brani: Bluebuster, Death Row #172 e The Young Rabbits)
- Ron Speed Mouth Moller - road manager
- Don Hunstein e Fred Lombardi - fotografie[4]

## Classifica
| Anno | Classifica    | Posizione raggiunta |
| ---- | ------------- | ------------------- |
| 1969 | Billboard 200 | 91                  |